# Xuân đã về
"Xuân đã về" là một trong những bài nhạc xuân Việt Nam phổ biến nhất. Bài hát do nhạc sĩ Minh Kỳ sáng tác vào năm 1954.

## Xuất xứ
Bản nhạc được viết vào dịp xuân 1954, do Nhà xuất bản Tinh Hoa xuất bản tờ nhạc.

## Nội dung
Viết theo nhịp 2/4 với giai điệu vui vẻ. Sau đây là trích đoạn cuối:
Xuân đã về, xuân đã về!

Kìa bao ánh xuân về tràn lan mênh mông

Xuân đã về, trên cánh đồng,

Bao bác nông ngưng cày ruộng vui say xuân

Xuân đã về, xuân đã về!

Ngàn cô gái quê cười tươi đón gió mới

Xuân đã về, xuân đã về!

Ta hát vang chào mừng xuân sang, xuân sang...

## Thể hiện
- Cẩm Ly
- Nhóm 1088
- Hợp ca Trung tâm Thúy Nga
- Trish Thùy Trang